# 100 più grandi film secondo il Time
Nel 2005 Richard Corliss e Richard Schickel, critici cinematografici della rivista Time, hanno stilato una lista di quelli che essi ritengono essere i 100 più grandi film prodotti dopo il 1923, anno di nascita della rivista. Nel 2012 una revisione della lista ha aggiunto 20 ulteriori titoli. Essa in realtà comprende 122 film, poiché sono presenti la trilogia del Il Signore degli Anelli, la cosiddetta trilogia di Apu di Satyajit Ray, entrambe le parti di Olympia ed i primi due capitoli della trilogia de Il padrino, mentre al contempo la lista include le miniserie Berlin Alexanderplatz, The Singing Detective, Decalogo e Histoire(s) du cinéma.

## Lista
1. 2001: Odissea nello spazio (2001: A Space Odyssey), regia di Stanley Kubrick (1968) (aggiunto nel 2012)
2. 8½, regia di Federico Fellini (1963)
3. Addio mia concubina (霸王別姬 Bàwáng Bié Jī), regia di Chen Kaige (1993)
4. Aguirre, furore di Dio (Aguirre, der Zorn Gottes), regia di Werner Herzog (1972)
5. Alessandria perché? (إسكندرية ليه Iskanderija... lih?), regia di Youssef Chahine (1979) (aggiunto nel 2012)
6. Alla ricerca di Nemo (Finding Nemo), regia di Andrew Stanton (2003)
7. Amanti perduti (Les enfants du paradis), regia di Marcel Carné (1945)
8. A qualcuno piace caldo (Some Like It Hot), regia di Billy Wilder (1959)
9. Arancia meccanica (A Clockwork Orange) regia di Stanley Kubrick (1971)
10. Avatar, regia di James Cameron (2009) (aggiunto nel 2012)
11. Awaara, regia di Raj Kapoor, (1951) (aggiunto nel 2012)
12. Baby Face, regia di Alfred E. Green (1933)
13. Bande à part, regia di Jean-Luc Godard (1964)
14. Barry Lyndon, regia di Stanley Kubrick (1975)
15. Berlin Alexanderplatz, regia di Rainer Werner Fassbinder (1980)
16. Blade Runner, regia di Ridley Scott (1982)
17. Blow-Up, regia di Michelangelo Antonioni (1966) (aggiunto nel 2012)
18. Brazil, regia di Terry Gilliam (1985)
19. Il buono, il brutto, il cattivo, regia di Sergio Leone (1966)
20. Cantando sotto la pioggia (Singin' in the Rain), regia di Stanley Donen, Gene Kelly (1952)
21. Casablanca, regia di Michael Curtiz (1942)
22. Le catene della colpa (Out of the Past), regia di Jacques Tourneur (1947)
23. C'era una volta il West, regia di Sergio Leone (1968)
24. It's a Gift, regia di Norman Z. McLeod (1934)
25. Chinatown, regia di Roman Polański (1974)
26. Il cielo sopra Berlino (Der Himmel über Berlin), regia di Wim Wenders (1987)
27. City of God (Cidade de Deus), regia di Fernando Meirelles (2002)
28. Crepuscolo di gloria (The Last Command), regia di Josef von Sternberg (1928)
29. Crocevia della morte (Miller's Crossing), regia di Joel ed Ethan Coen (1990)
30. Decalogo (Dekalog), regia di Krzysztof Kieślowski (1989)
31. Il delitto del signor Lange (Le Crime de Monsieur Lange), regia di Jean Renoir (1936)
32. Detour - Deviazione per l'inferno (Detour), regia di Edgar G. Ulmer (1945)
33. Il diritto di uccidere (In a Lonely Place), regia di Nicholas Ray (1950)
34. La donna che visse due volte (Vertigo), regia di Alfred Hitchcock (1958) (aggiunto nel 2012)
35. La donna del bandito (They Live by Night), regia di Nicholas Ray (1948) (aggiunto nel 2012)
36. Donne facili (Les bonnes femmes), regia di Claude Chabrol (1960) (aggiunto nel 2012)
37. Il dottor Stranamore - Ovvero: come ho imparato a non preoccuparmi e ad amare la bomba (Dr. Strangelove or: How I Learned to Stop Worrying and Love the Bomb), regia di Stanley Kubrick (1964)
38. Drunken Master II (醉拳二 Jui Kuen II), regia di Chia-Liang Liu (1994)
39. Effetto notte (La nuit américaine), regia di François Truffaut (1973)
40. E.T. l'extra-terrestre (E.T. the Extra-Terrestrial), regia di Steven Spielberg (1982)
41. Il fascino discreto della borghesia (Le charme discret de la bourgeoisie), regia di Luis Buñuel (1972)
42. La fiamma del peccato (Double Indemnity), regia di Billy Wilder (1944)
43. La folla (The Crowd), regia di King Vidor (1928)
44. Follie d'inverno (Swing Time), regia di George Stevens (1936)
45. Fronte del porto (On the Waterfront), regia di Elia Kazan (1954)
46. La furia umana (White Heat), regia di Raoul Walsh (1949)
47. Gangster Story (Bonnie and Clyde), regia di Arthur Penn (1967)
48. I giorni del cielo (Days of Heaven), regia di Terrence Malick (1978) (aggiunto nel 2012)
49. Guerre stellari (Star Wars), regia di George Lucas (1977)
50. Histoire(s) du cinéma, regia di Jean-Luc Godard (1988) (aggiunto nel 2012)
51. Hong Kong Express (Chung hing sam lam), regia di Wong Kar-wai (1994)
52. The Hurt Locker, regia di Kathryn Bigelow (2008) (aggiunto nel 2012)
53. Incontriamoci a Saint Louis (Meet Me in St. Louis), regia di Vincente Minnelli (1944)
54. Infedeltà (Dodsworth), regia di William Wyler (1936)
55. Killer of Sheep, regia di Charles Burnett (1977) (aggiunto nel 2012)
56. Il lamento sul sentiero (Pather Panchali), Aparajito e Il mondo di Apu (Apur Sansar), regia di Satyajit Ray (1955, 1956, 1959)
57. L'invasione degli ultracorpi (Invasion of the Body Snatchers), regia di Don Siegel (1956)
58. King Kong, regia di Merian C. Cooper, Ernest B. Schoedsack (1933)
59. Lady Eva (The Lady Eve), regia di Preston Sturges (1941)
60. Lawrence d'Arabia (Lawrence of Arabia), regia di David Lean (1962)
61. Leolo (Léolo), regia di Jean-Claude Lauzon (1992)
62. Lettera da una sconosciuta (Letter from an Unknown Woman), regia di Max Ophüls (1948) (aggiunto nel 2012)
63. Luci della città (City Lights), regia di Charlie Chaplin (1931)
64. Margherita Gauthier (Camille), regia di George Cukor (1936)
65. Metropolis, regia di Fritz Lang (1927)
66. Mio zio d'America (Mon oncle d'Amérique), regia di Alain Resnais (1980)
67. La moglie di Frankenstein (Bride of Frankenstein), regia di James Whale (1935)
68. La mosca (The Fly), regia di David Cronenberg (1986)
69. Mouchette - Tutta la vita in una notte (Mouchette), regia di Robert Bresson (1967)
70. Napoleone (Napoléon), regia di Abel Gance (1927) (aggiunto nel 2012)
71. Nayakan, regia di Mani Ratnam (1987)
72. Ninotchka, regia di Ernst Lubitsch (1939)
73. Notorious - L'amante perduta (Notorious), regia di Alfred Hitchcock (1946)
74. Olympia, regia di Leni Riefenstahl (1938)
75. L'orribile verità (The Awful Truth), regia di Leo McCarey (1937)
76. Il padrino (The Godfather) e Il padrino - Parte II (The Godfather: Part II), regia di Francis Ford Coppola (1972, 1974)
77. La palla nº 13 (Sherlock, Jr.), regia di Buster Keaton (1924)
78. Parla con lei (Hable con ella), regia di Pedro Almodóvar (2002)
79. Persona, regia di Ingmar Bergman (1966)
80. Piombo rovente (Sweet Smell of Success), regia di Alexander Mackendrick (1957)
81. Pinocchio, regia di Hamilton Luske, Ben Sharpsteen (1940)
82. Psyco (Psycho), regia di Alfred Hitchcock (1960)
83. Pulp Fiction, regia di Quentin Tarantino (1994)
84. Sete eterna (Pyaasa), regia di Guru Dutt (1957)
85. Quarto potere (Citizen Kane), regia di Orson Welles (1941)
86. I 400 colpi (Les quatre-cents coups), regia di François Truffaut (1959)
87. Quei bravi ragazzi (Goodfellas), regia di Martin Scorsese (1990)
88. I racconti della luna pallida d'agosto (Ugetsu monogatari), regia di Kenji Mizoguchi (1953)
89. La rosa purpurea del Cairo (The Purple Rose of Cairo), regia di Woody Allen (1985)
90. Sangue blu (Kind Hearts and Coronets), regia di Robert Hamer (1949)
91. Schindler's List - La lista di Schindler (Schindler's List), regia di Steven Spielberg (1993)
92. Sciarada (Charade), regia di Stanley Donen (1963)
93. Scrivimi fermo posta (The Shop Around the Corner), regia di Ernst Lubitsch (1940)
94. Sentieri selvaggi (The Searchers), regia di John Ford (1956)
95. Una separazione (جدایی نادر از سیمین Jodâyi-e Nâder az Simin), regia di Asghar Farhadi (2011) (aggiunto nel 2012)
96. Il settimo sigillo (Det sjunde inseglet) regia di Ingmar Bergman (1957) (aggiunto nel 2012)
97. La sfida del samurai (用心棒 Yōjinbō), regia di Akira Kurosawa (1961)
98. Lo sguardo di Ulisse (Το βλέμμα του Οδυσσέα To Vlemma tou Odyssea), regia di Theo Angelopoulos (1995)
99. La signora del venerdì (His Girl Friday), regia di Howard Hawks (1940)
100. Il Signore degli Anelli - La Compagnia dell'Anello (The Lord of the Rings: The Fellowship of the Ring), Il Signore degli Anelli - Le due torri (The Lord of the Rings: The Two Towers) e Il Signore degli Anelli - Il ritorno del re (The Lord of the Rings: The Return of the King), regia di Peter Jackson (2001, 2002, 2003)
101. The Singing Detective, regia di Jon Amiel (1986)
102. Sorrisi di una notte d'estate (Sommarnattens leende), regia di Ingmar Bergman (1955)
103. Gli spietati (Unforgiven), regia di Clint Eastwood (1992)
104. Taxi Driver, regia di Martin Scorsese (1976)
105. Il terzo uomo (The Third Man), regia di Carol Reed (1949) (aggiunto nel 2012)
106. Toro scatenato (Raging Bull), regia di Martin Scorsese (1980)
107. Touch of Zen - La fanciulla cavaliere errante (俠女 Xiá Nǚ), regia di King Hu (1971)
108. Un tram che si chiama Desiderio (A Streetcar Named Desire), regia di Elia Kazan (1951)
109. Treni strettamente sorvegliati (Ostre sledované vlaky), regia di Jiří Menzel (1966)
110. Tutti per uno (A Hard Day's Night), regia di Richard Lester (1964)
111. Tutto su mia madre (Todo sobre mi madre), regia di Pedro Almodóvar (1999) (aggiunto nel 2012)
112. Umberto D., regia di Vittorio De Sica (1952)
113. L'uomo con la macchina da presa (Человек с киноаппаратом Chelovek s kino-apparatom), regia di Dziga Vertov (1929)
114. Va' e uccidi (The Manchurian Candidate), regia di John Frankenheimer (1962)
115. Via col vento (Gone with the Wind), regia di Victor Fleming (1939) (aggiunto nel 2012)
116. Viaggio a Kandahar (سفر قندهار Safar-e Ghandehar), regia di Mohsen Makhmalbaf (2001)
117. Viaggio a Tokyo (東京物語 Tokyo monogatari), regia di Yasujirō Ozu (1953)
118. La vita è meravigliosa (It's a Wonderful Life), regia di Frank Capra (1946)
119. Vivere (生きる Ikiru), regia di Akira Kurosawa (1952)
120. WALL•E, regia di Andrew Stanton (2008) (aggiunto nel 2012)
121. Toy Story - Il mondo dei giocattoli, regia di John Lasseter (1995)

## Voci Correlate
- I 100 migliorn film del XXI secondo la BBC
- I 100 miglior film del XXI secolo